# Sabina-Francesca Foișor
Sabina-Francesca Foișor (* 30. August 1989 in Timișoara) ist eine aus Rumänien stammende Schachspielerin. Seit Dezember 2008 spielt sie für den US-amerikanischen Schachverband, dessen Meisterschaft der Frauen sie 2017 gewann.

## Leben
Sabina-Francesca Foișor stammt aus einer Familie erfolgreicher Schachspieler: Ihr Vater Ovidiu-Doru Foișor und ihre Mutter Cristina-Adela Foișor tragen beziehungsweise trugen den FIDE-Titel Internationaler Meister, ihre vier Jahre jüngere Schwester Mihaela-Veronica Foișor ist Internationale Meisterin der Frauen. Im Jahr 2008 zog sie in die USA, um an der University of Maryland, Baltimore County zu studieren.

## Erfolge
Foișor gewann mehrmals Medaillen bei den Jugendeuropameisterschaften im Schach: 2003 Bronze in der Altersklasse U14, 2004 Silber in der Altersklasse U16 und 2007 Bronze in der Altersklasse U18.
2005 bekam sie den FIDE-Titel Internationaler Meister der Frauen verliehen, die erforderlichen Normen erfüllte sie in der Deutschen Schachbundesliga der Frauen 2003/04 sowie bei zwei Acropolis WGM Turnieren in Athen 2004 und 2005. 2007 folgte die Ernennung zur Großmeisterin der Frauen, nachdem sie beim 21. Acropolis Turnier 2006 in Athen und bei der Europameisterschaft der Frauen 2007 in Dresden zwei Normen erfüllte.
2008 qualifizierte sie sich für die Teilnahme an der Schachweltmeisterschaft der Frauen in Naltschik, an der sie 2017 in Teheran erneut teilnahm.
2017 gewann Foișor die US-amerikanische Meisterschaft der Frauen in St. Louis.

## Mannschaftsschach

### Nationalmannschaft
Mit der Frauenmannschaft der Vereinigten Staaten nahm Foișor an den Schacholympiaden 2010, 2012, 2014, 2016 und 2018 sowie den Mannschaftsweltmeisterschaften der Frauen 2013, 2015, 2017 und 2019 teil.

### Vereine
In der deutschen Frauenbundesliga spielte Foișor in der Saison 2003/04 für den SC Meerbauer Kiel und von 2006 bis 2008 für den SK Doppelbauer Kiel. In der belgischen Interclubs spielte sie von 2006 bis 2008 für die Mannschaft von Cercle Royal des Echecs de Liège et Echiquier Liègeois, mit der sie 2007 die belgische Mannschaftsmeisterschaft gewann, in der United States Chess League von 2009 bis 2011 für die Baltimore Kingfishers und 2015 für die Lubbock Tornadoes.